# Mariusz Ołdakowski
Mariusz Adam Antoni Ołdakowski (ur. 14 stycznia 1920 w Pieścirogach, zm. 15 kwietnia 2005 w Londynie) – oficer Polskiej Marynarki Wojennej, uczestnik II wojny światowej, po zakończeniu wojny oficer floty handlowej, działacz emigracyjny, ostatni redaktor naczelny pisma Stowarzyszenia Marynarki Wojennej „Nasze Sygnały”.

## Życiorys
Mariusz Ołdakowski był synem ziemiańskiej rodziny z powiatu działdowskiego, Adama Ołdakowskiego i Marii Bagieńskiej. Po ukończeniu gimnazjum w Mławie, w 1938 roku wstąpił do Szkoły Podchorążych Marynarki Wojennej. Latem 1939 roku wraz ze swym rocznikiem, wypłynął w rejs szkoleniowy na ORP „Wilia”, 18 sierpnia został przeokrętowany na żaglowiec szkolny ORP „Iskra”, na którym zastał go wybuch II wojny światowej. Po chwilowym pobycie w obozie w Landerneau we Francji, powrócił do Szkoły Podchorążych na pokładzie ORP „Gdynia”.
W ramach praktyk wychodził w morze na niszczycielu ORP „Grom” i okręcie podwodnym ORP „Orzeł”, uczestnicząc między innymi w patrolu tego ostatniego w kwietniu 1940 roku, podczas którego zatopiony został niemiecki frachtowiec „Rio de Janeiro”, płynący z wojskami inwazyjnymi do Norwegii. W 1941 roku był, jako stażysta, członkiem załogi brytyjskich HMS „Nelson” i HMS „Renown”. 1 września 1941 roku otrzymał promocję do stopnia podporucznika marynarki. Do maja 1942 roku służył jako oficer wachtowy na ORP "Garland", następnie na ORP "Kujawiak", na którym wziął udział w operacji Harpoon, zakończonej zatonięciem okrętu na minach niedaleko Malty 16 czerwca 1942 roku.
Kolejnym morskim przydziałem Mariusza Ołdakowskiego było od 21 lipca 1943 roku stanowisko III oficera artylerii krążownika ORP „Dragon”. Pełnił je aż do utraty jednostki w następstwie storpedowania przez niemiecką żywą torpedę 8 lipca 1944 roku. Podczas służby na ORP „Dragon” awansował do stopnia porucznika marynarki. Kolejno pełnił funkcję III i II oficera artylerii na ORP „Conrad” oraz, już po zakończeniu działań wojennych, I oficera artylerii na ORP „Błyskawica” i ponownie ORP „Conrad”. Służbę w Polskiej Marynarce Wojennej, w stopniu komandora podporucznika, zakończył 4 kwietnia 1947 roku.
Komandor Mariusz Ołdakowski pozostał po wojnie na emigracji, pracując jako oficer marynarki handlowej. Po przejściu na emeryturę zamieszkał w Londynie, udzielając się czynnie w organizacjach kombatanckich. Był członkiem Stowarzyszenia Marynarki Wojennej, sekretarzem Funduszu Społecznego Stowarzyszenia i członkiem Stowarzyszenia Polskich Oficerów Marynarki Handlowej. Był ostatnim redaktorem naczelnym wydawanego przez Stowarzyszenie Marynarki Wojennej od 1945 roku czasopisma „Nasze Sygnały”. Zmarł 15 kwietnia 2005 roku, jako ostatni członek wojennej załogi ORP „Orzeł”.